# اوپانیشاد پرشنه

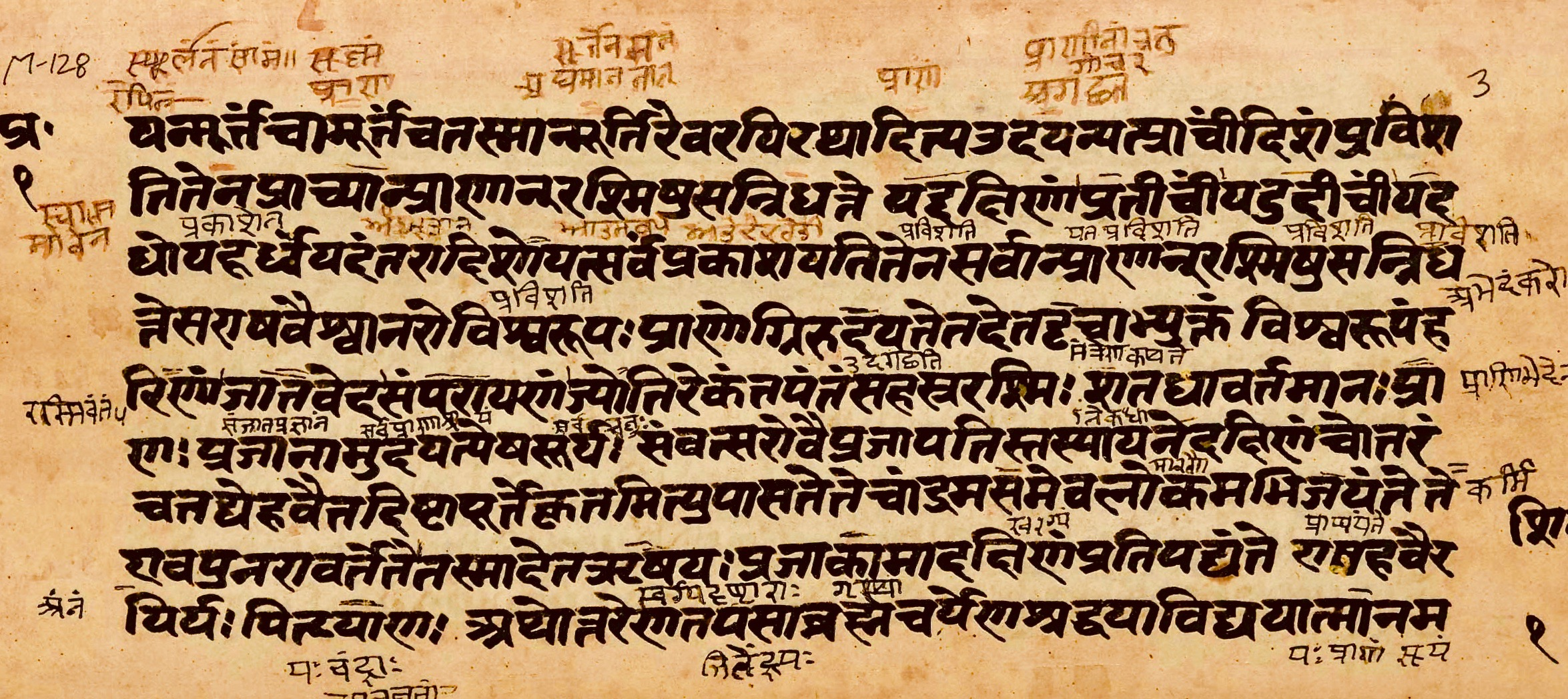
نسخه‌ای خطی از اوپانیشاد پرشنه

اوپانیشاد پرشنه (سانسکریت: प्रश्नोपनिषद् Praśnopaniṣad) متن سانسکریت کهنی است که بخشی از آتارواودا محسوب می‌شود و به مکتب (ساکها) ی پیپالدای ودا مربوط است. این اوپایشناد یکی از اوپانیشادهای اصلی محسوب می‌شود و در شمارهٔ چهار در فهرست ۱۰۸ اوپانیشادی موکتیکا آمده‌است.
اوپانیشاد پرشنه شامل شش پرشنه (به سانسکریت یعنی پرسش، پرسمان) است که پاسخ هر کدام یک بخش را تشکیل می‌دهد. هر فصل با عبارت «پرشنه‌پراتیواکنم» به معنای «این‌چنین پاسخ به سؤال پایان می‌یابد» به اتمام می‌رسد. در برخی متون کشف‌شده در هند این اوپانیشاد به سه بخش بزرگ (ادهیایا) و شش بخش کوتاه (کاندیکا) تقسیم شده‌است.
اوپانیشاد پرشنه برای ساختار و نگرش جامعه‌شناختی‌اش به فرایند آموزش در هند باستان شناخته می‌شود. از این اوپانیشاد در برخی متون با عنوان پرشنوپیشاد Prashnopanishad (سانسکریت: प्रश्नोपनिषद्، Praśnopaniṣad) یاد شده‌است.

## گاه‌شماری
پراشنا اوپانیشاد احتمالاً در نیمه دوم هزاره اول پیش از میلاد، پس از متون دیگری از آتارواودا مانند مونداکا اوپانیشاد ایجاد شده است. با این حال، گاه‌شماری دقیق پراشنا اوپانیشاد نامشخص و محل مناقشه است. به عنوان مثال، پاتریک اولیول می‌نویسد مونداکا اوپانیشاد از اوپانیشادهای نسبتاً جدیدتر دوره باستان است و به احتمال زیاد به دوره پس از بودا تعلق دارد.
تعیین گاه‌شماری پراشنا اوپانیشاد و همچنین دیگر متون هند باستان، بسیار دشوار است. زیرا همه نظرات بر شواهد اندک، تجزیه و تحلیل واژگان کهن، سبک، و تکرار متون استوار است. گمانه‌زنی‌هایی در مورد تکامل احتمالی ایده‌ها و پیش‌فرض‌هایی مبنی بر اینکه چه فلسفه‌ای بر سایر فلسفه‌های هندی تأثیر داشته است در این امر نقش دارند.
اولیول اظهار می‌دارد که پراشنا اوپانیشاد "نمی‌تواند خیلی قدیمی‌تر از آغاز دوران مشترک [میلادی] باشد". ماهونی پیشنهاد می‌کند که پراشنا، به همراه مایتری و ماندوکایاوپانیشاد، احتمالاً اوایل قرن چهارم قبل از میلاد پدیدار شده‌اند. فیلیپس، تاریخ تدوین پراشنا اوپانیشاد را پس از بریهادارانیاکا، چاندوگیا، ایشا، تایتیریا و آیتاریا، کنا، کات‌ها و مونداکا، اما قبل از ماندوکایا، شوِتا شواتارا و مایتری اوپانیشاد معرفی می‌کند. راناده دیدگاهی مشابه با فیلیپس ارائه ‌می‌دهد، با کمی تفاوت در ترتیب.  او تصنیف پراشنا اوپانیشاد را در گروه پنجم اوپانیشادهای باستانی قرار می‌دهد، اما پس از شوِتا شواتارا اوپانیشاد.

## درونمایه
پراشنا اوپانیشاد یا پرسش اوپانیشاد، یکی از اوپانیشادهای اصلی (موکیا اوپانیشاد) متعلق به آتاروا ودا است. آدی شانکارا، فیلسوف مشهور هندو، شرحی بر این اوپانیشاد نوشته است.
پراشنا اوپانیشاد به شکل آموزه‌هایی ارائه می‌شود که ریشی پیپالادا در پاسخ به پرسش‌های شش تن از پرستندگان برهما بیان می‌کند.
پرسش اول:
به اولین پرسش، "موجودات از کجا متولد می‌شوند؟" ، حکیم پاسخ می‌دهد:
پراجاپاتی (ارباب موجودات) جفتی را آفرید: رای و پرانا. خورشید، پرانا و ماه، رای است.
کسانی که به اعمال نیک و قربانی (در آیین ودایی) اکتفا می‌کنند، به جهان ماه دست می‌یابند. از آنجا باز می‌گردند. این مسیر جنوب است.
اما کسانی که اتمن را با ریاضت، پرهیز، ایمان و دانش جستجو می‌کنند، به خورشید، مخزن موجودات، جاودانگی و مسیر برتر دست می‌یابند. "از آنجا بازگشتی نیست." این مسیر شمال است.
تفسیر:
پرانا با خورشید و انرژی‌های یانگ مشابهت دارد.
رای با ماه و انرژی‌های یین مشابهت دارد.
مسیر جنوب نمایانگر دانشِ پست‌تر است. وداها بیانگر این دانش هستند. قربانی وسیله و لذت بردن از نعمت‌های دنیوی (بوکتی) هدف آن است.
مسیر شمال نمایانگر دانشِ برتر است. اوپانیشادهای ودانتا بیانگر این دانش هستند. ریاضت، پرهیز، ایمان و دانش وسیله و ترک دنیا و رهایی (موکتی) هدف آن است.
این پاسخ اول به طور کامل تغییر دوره را نشان می‌دهد که ایدئولوژی ودایی، آئینی مبتنی بر اعمال و قربانی را از ایدئولوژی ودانتا، مبتنی بر ترک دنیا جدا می‌کند.
پرسش دوم:
به پرسش "چند دیوا وجود دارند که موجودات را نگه می‌دارند؟" ، حکیم می‌گوید:
آکاشا (فضا، اتر) دیوا است.  همچنین باد، آتش، آب، زمین، صدا، ذهن، بینایی و شنوایی دیوا هستند.
پرانا برتر از عناصر، حواس خارجی و داخلی (ذهن) است. همه چیز به پرانا وابسته است.  پرانا  فعالیت‌های جسمی، حیاتی و ذهنی را حفظ می‌کند.  پرانا  آگنی (آتش)، سوریا (خورشید)، ابر، باد، زمین، ماه و نوشیدنی جاودانگی است.
"همانطور که پره‌های چرخ به محور آن متصل هستند، همه چیز در پرانا استقرار یافته است."
پرسش سوم:
به پرسش "پرانا از کجا متولد می‌شود؟" ، حکیم پاسخ می‌دهد:
"پرانا از اتمن زاده می‌شود." "کارما آن را به این بدن می‌آورد." پرانا به پنج نفس تقسیم می‌شود:
آپانا (نفس ظریف) به اندام‌های دفع و تولید مثل می‌رود.
پرانا (خود نفس) به چشم‌ها، گوش‌ها، دهان و بینی می‌رود.
سامانا فعالیت‌های گوارشی را پشتیبانی می‌کند.
اتمن در قلب ساکن است. "در آنجا صد و یک کانال وجود دارد. هر کدام صد شاخه دارند که هر کدام ۷۲ هزار انشعاب دارند. ویانا در آنها جریان دارد." 
از طریق کانال بالایی، سوشومنا، "اودانا انسان پاک را به دنیای پاک، انسان ناپاک را به دنیای ناپاک و با هر دو کیفیت به دنیای انسان رهنمون می‌شود." 
"خورشید، پرانای خارجی است." آپانا بر زمین حاکم است. آکاشا، سامانا و باد، ویانا است. گرما و روشنایی (تِجاس)، اودانا است. "کسانی که اودانای آنها ضعیف می‌شود، با حواس جذب شده در ذهن، به سوی تولد دیگری رهسپار می‌شوند."
نکات:
اتمن: جوهر روح و نفس در فلسفه هندو
کارما: قانون عمل و عکس‌العمل در فلسفه هندو
سوشومنا: یکی از کانال‌های اصلی انرژی در بدن انسان در فلسفه هندو
اودانا: نوعی پرانا (انرژی حیاتی) است که با تنفس و حرکت صعودی مرتبط است.
پرانا: انرژی حیاتی در فلسفه هندو
آپانا: نوعی پرانا که با دفع و حرکت نزولی مرتبط است.
آکاشا: عنصر اتر یا فضا در فلسفه هندو
سامانا: نوعی پرانا که با گوارش و سوخت‌وساز مرتبط است.
ویانا: نوعی پرانا که با گردش خون و تنفس مرتبط است.
تِجاس: عنصر آتش یا گرما در فلسفه هندو
توضیحات:
متن بالا به منشأ پرانا،  انرژی حیاتی در فلسفه هندو، می‌پردازد.
پرانا از اتمن، جوهر روح و نفس، متولد می‌شود.
کارما، قانون عمل و عکس‌العمل، پرانا را به بدن انسان می‌آورد.
پرانا به پنج نفس تقسیم می‌شود که هر کدام وظایف خاص خود را دارند.
اتمن در قلب ساکن است و ۱۰۱ کانال از آن منشعب می‌شوند که ویانا در آنها جریان دارد.
سوشومنا، یکی از این کانال‌ها، اودانا را به دنیای پاک یا ناپاک، هدایت می‌کند.
خورشید منبع پرانای خارجی است.
آپانا، سامانا، ویانا و تِجاس به ترتیب با زمین، آکاشا، باد و گرما و روشنایی مرتبط هستند.
ضعف اودانا باعث می‌شود که انسان با حواس جذب شده در ذهن، به سوی تولد دیگری رهسپار شود.
پرسش چهارم، چه چیزی انسان را بنیان می‌نهد؟ 
سه پرسش (Prashna) اول این اوپانیشاد بر علت و معلول جهان گذرا، تجربی و متجلی تمرکز می کند. پرسش‌های چهارم تا ششم اوپانیشاد بر ماهیت خود تمرکز می‌کنند؛ آن‌ چیزی که تغییرناپذیر و مستقل از علت، دلیل و خود-آشکار است (یعنی وجودش نیازی به اثبات ندارد).
پرسش چهارم، پنج سوال را فهرست می کند: (1) چه چیزی در انسان می‌خوابد؟ (2) چه چیزی در انسان بیدار است (وقتی می‌خوابد)؟ (3) کدام دوا (ایزد، الهه، اندام) در انسان است که رویا می‌بیند؟ (4) چه چیزی در انسان است که شادی را تجربه می‌کند؟ (5)  همه اینها بر چه بنیان شده‌اند؟
پراشنا اوپانیشاد پاسخ را با یک تشبیه برای بیان پیش زمینه نظریه جاری آغاز می‌کند و سپس توضیح خود را ارائه می‌دهد. همانطور که اشعه خورشید هنگام غروب در قرص خورشید فرو می‌روند و وقتی خورشید طلوع می‌کند در همه سو پراکنده می‌شوند، همه ایزدان (اندام‌های حسی) درون انسان نیز، هنگام خواب، پس کشیده می‌شوند و در بالاترین دوا به نام ماناس (ذهن) یکی می‌شوند. اوپانیشاد تأیید می کند که مردم دیگر معتقدند ایزدان دیگری در درون انسان زندگی می کنند و آنها، به غیر از ایزد ذهن، از فعالیت خود در هنگام خواب، باز می ایستند. در چنین حالتی،  ذات انسان، خودیت او می‌خوابد. پرسش چهارم اوپانیشاد پس از آن، تئوری "پنج آتش" را ارائه می‌کند، و خاطرنشان می‌سازد که پرانا (نفس، نیروی حیات) نمی‌خوابد، و اینکه ذهن، مواد غذایی ذخیره شده در بدن را با هوایی که نفس فراهم می‌کند، قرببانی می‌کند تا به ذهن خدمت کند. رویا شکلی از لذت برای ذهن است که در آن، چیزهایی که ذهن اخیراً یا در زمان گذشته، در این زندگی یا تولد دیگریگراجتماع می‌کند. خواه راست یا دروغ (saccacha-ashaccha، सच्चासच्च), خواه شنیده یا نشنیده، خواه خوشایند یا ناخوشایند، آنها را به روش‌هایی جدید، دوباره سازماندهی می‌کند و تجربه می‌کند. در رویا، ذهن همه چیز را می بیند.
توضیح:
دوا: ایزدان یا خدایان در فلسفه هندو
ماناس: ذهن در فلسفه هندو
پرانا: نیروی حیات در فلسفه هندو